# Hermione (Schiff)
Die Hermione (französisch L’Hermione) war eine 32-Kanonen-Fregatte der Concorde-Klasse der französischen Marine, die von 1779 bis 1793 in Dienst stand. Bakannt ist sie dafür Marquis de La Fayette 1780 nach Boston zu bringen, um die amerikanischen Kolonisten in ihrem Unabhängigkeitskampf zu unterstützen.

## Geschichte
Die spätere Hermione wurde im März 1778, als dritte Einheit ihrer Klasse, unter der Bauaufsicht des Schiffbauers Pierre Henry Chevillard L’Ainé im Marinearsenal von Rochefort auf Kiel gelegt. Der Stapellauf erfolgte am 28. April 1779 und im Juni des gleichen Jahres die Indienststellung.

## Rekonstruktion
In einem Trockendock des ehemaligen Marinearsenals von Rochefort entstand seit 1997 ein Nachbau der Fregatte. Da die ursprünglichen Baupläne aus Sicherheitsgründen verbrannt worden waren, mussten neue angefertigt werden. Als Vorlage dienten Pläne eines Schwesterschiffs aus dem britischen Marinemuseum, der Concorde. Die Rekonstruktion der Hermione wurde u. a. durch die Besichtigungserlöse, Zuschüsse des französischen Staates und der EU, sowie Spenden finanziert.
Nach ihrer Fertigstellung wurde die Hermione 2014 zu Wasser gelassen. Sie verließ Anfang September 2014 ihr Baudock für erste Seeerprobungen vor der französischen Atlantikküste und segelte 2015 nach Nordamerika, wo sie vier Monate blieb und dann zurücksegelte. Ab dem 2. Februar 2018 unternahm die Hermione eine zweite große Seereise von Rochefort in das Mittelmeer über Tanger, Sète, Marseille und Toulon.

## Fotos der Rekonstruktion derHermionein Rochefort

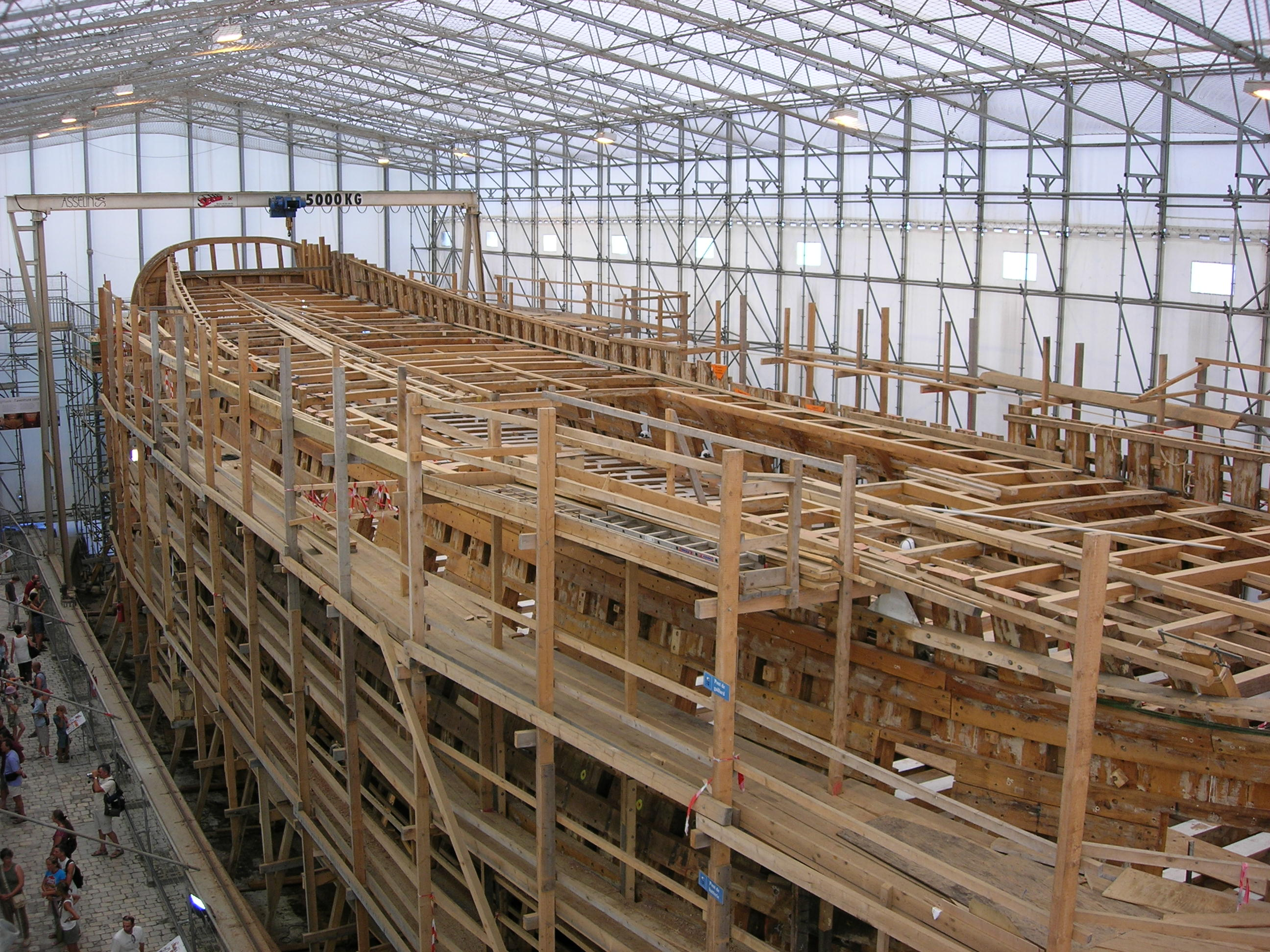
2005
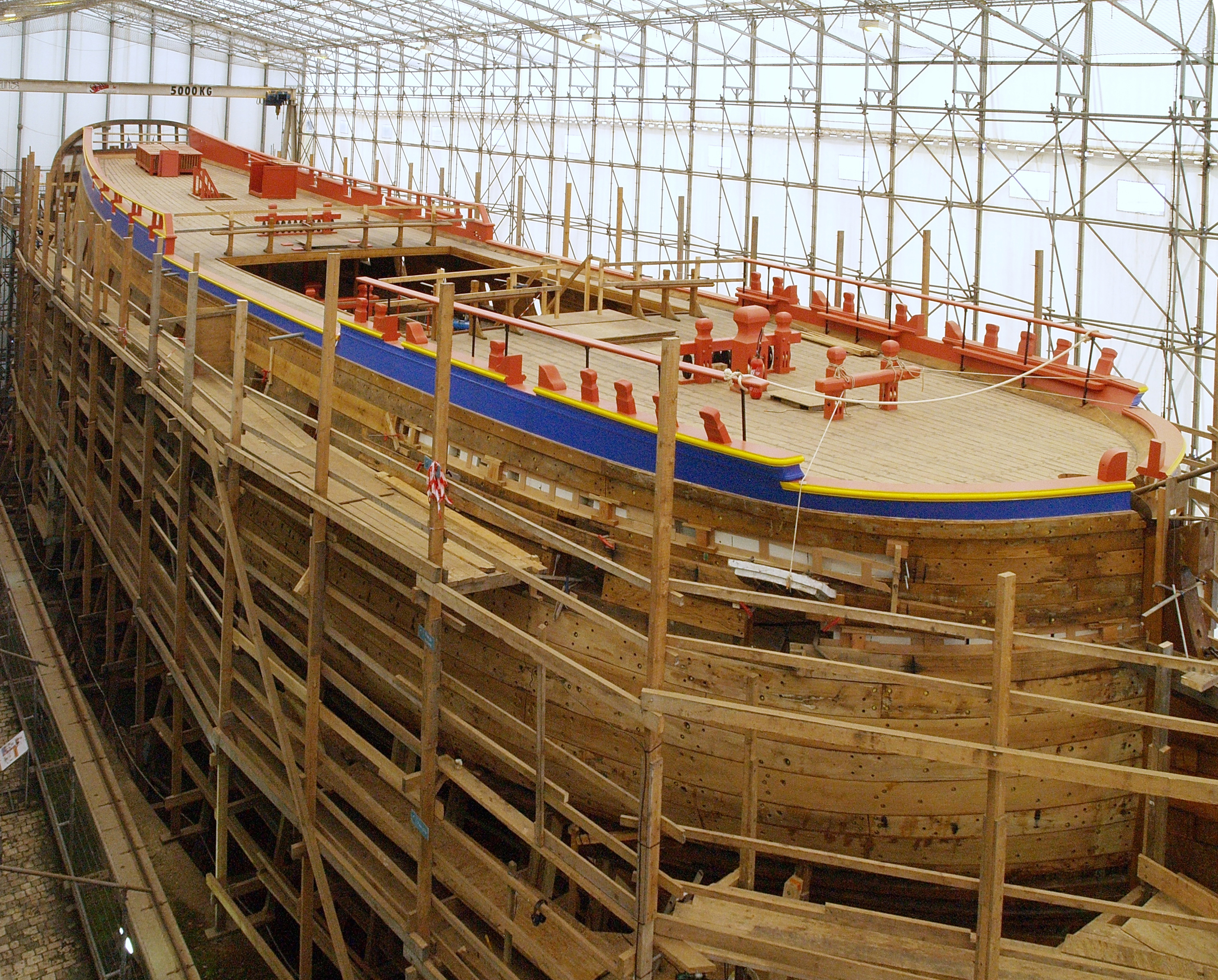
2009
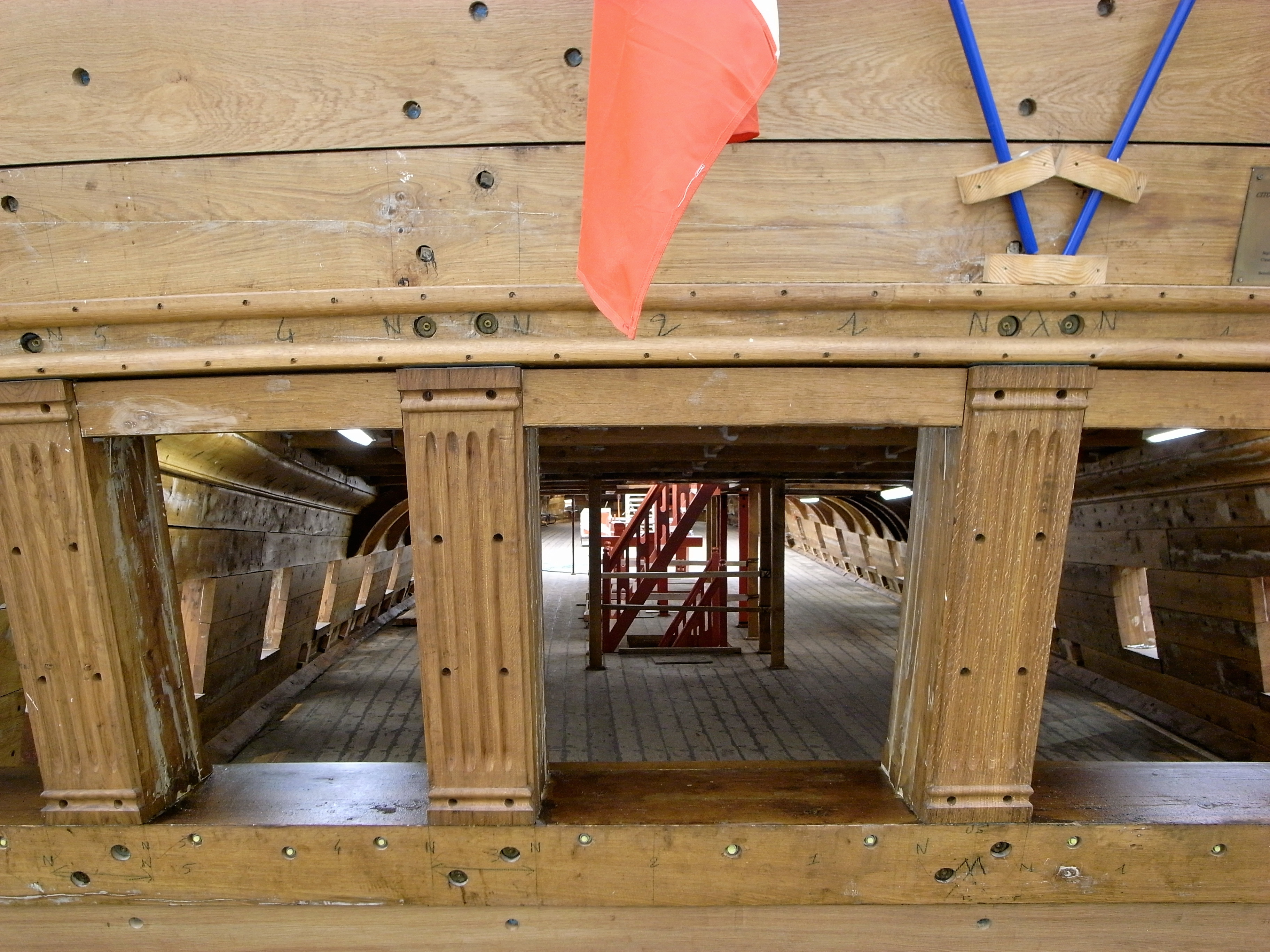
2009
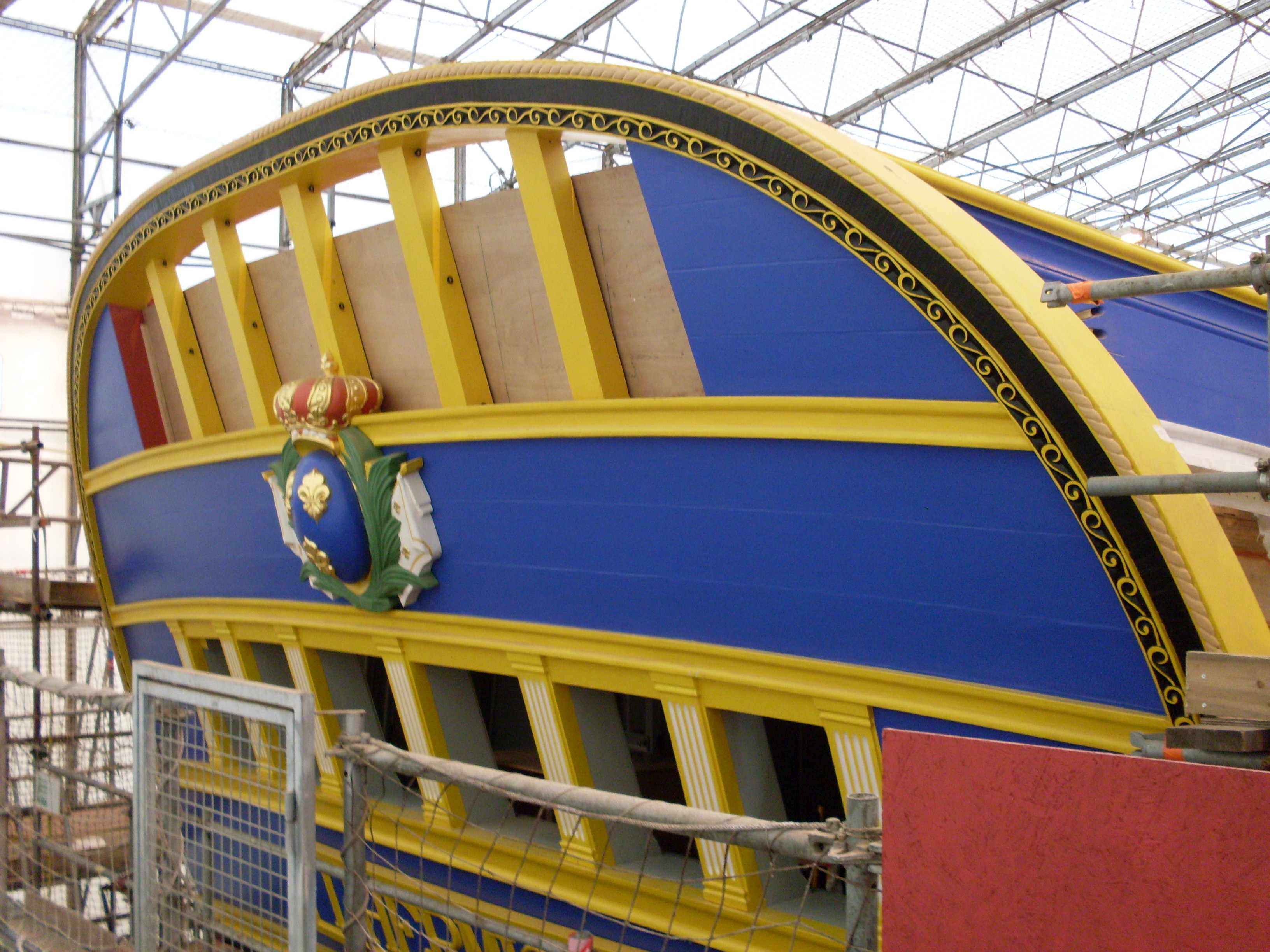
2011
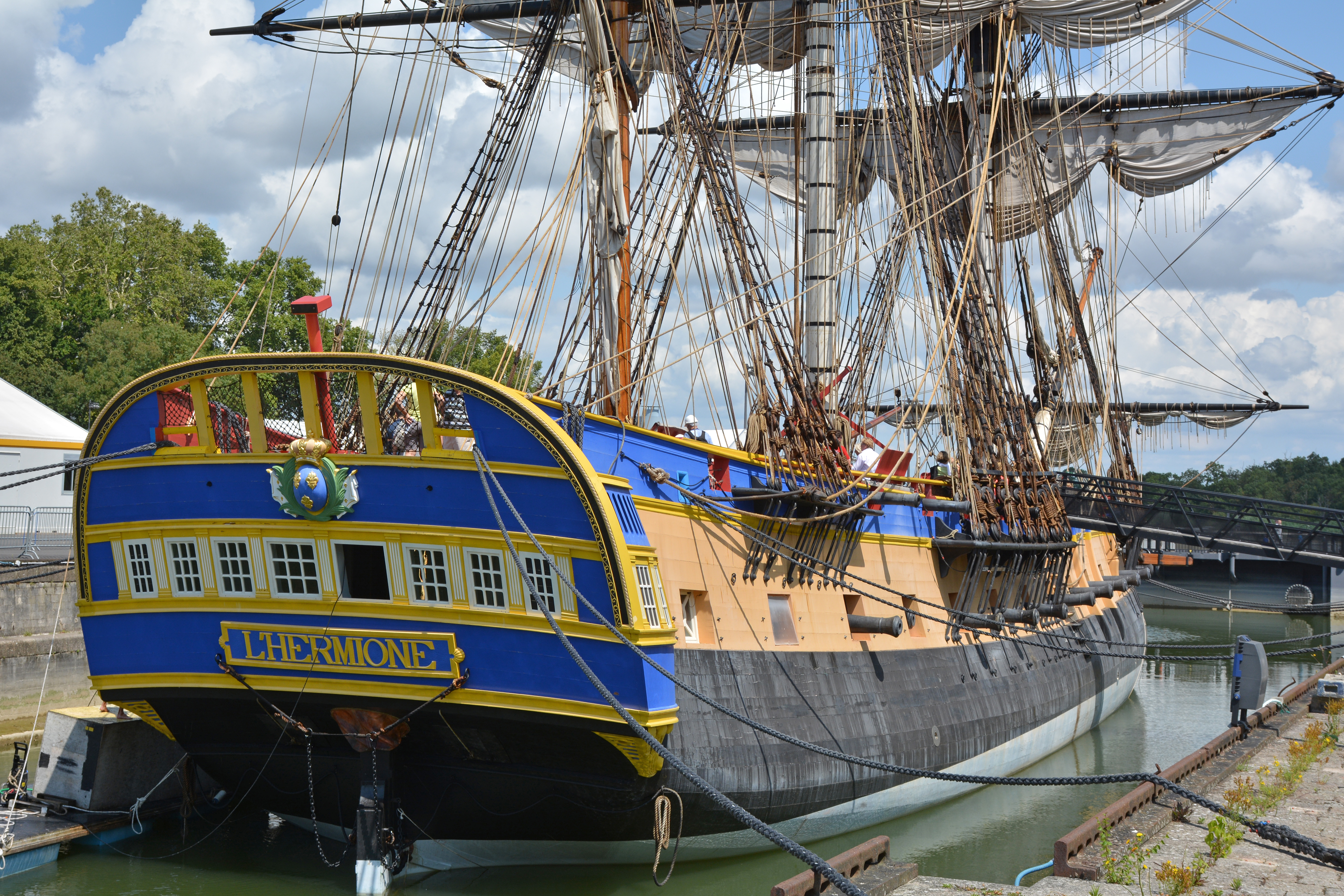
Heck des Nachbaus der Hermione in Rochefort (August 2014).
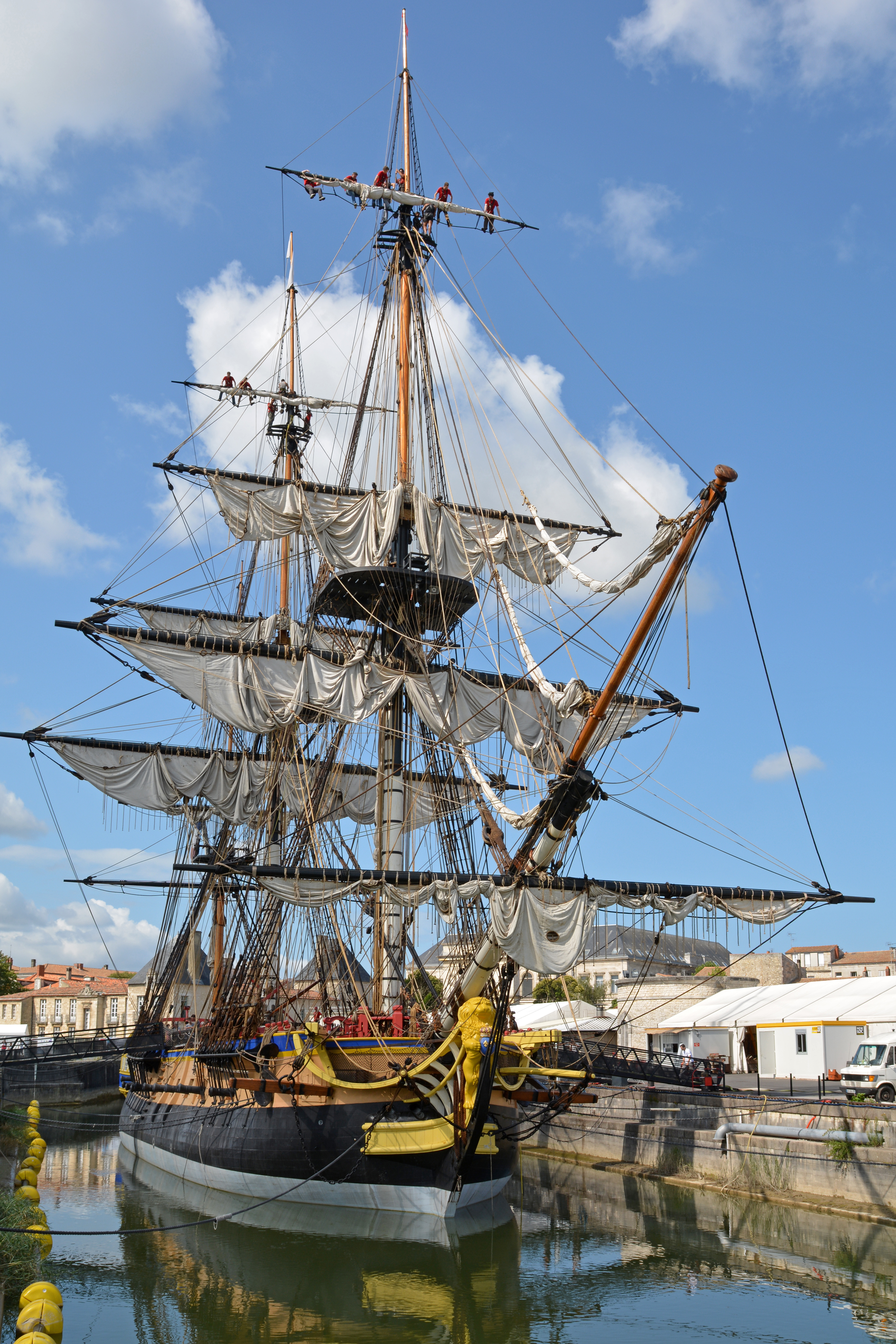
Der Nachbau der Hermione in Rochefort (August 2014).